# چسینی
چسینی (به لاتین: Trzęsiny) یک روستای لهستان در لهستان است که در Gmina Radecznica واقع شده‌است.